# Горно Прахово
Го̀рно Пра̀хово е село в Южна България, община Ардино, област Кърджали.

## География
| Население по години | Население по години |
| ------------------- | ------------------- |
| 1934 г.>            | 1154 души           |
| 1946 г.             | 1314 души           |
| 1956 г.             | 1648 души           |
| 1975 г.             | 1672 души           |
| 1985 г.             | 1595 души           |
| 1992 г.             | 994 души            |
| 2001 г.             | 579 души            |
| 2011 г.             | 475 души            |
| 2019 г.             | 691 души            |

Село Горно Прахово се намира в източната част на Западните Родопи, на 6 – 7 km западно от границата им с Източните Родопи и около 6 km северно от град Ардино. Застроено е по билата и склоновете на разклонено възвишение. Надморската височина на улицата над джамията е около 814 m.

## История
Селото – тогава с име Тоз-баля – е в България от 1912 г. Преименувано е на Горно Прахово с министерска заповед № 3775, обнародвана на 7 декември 1934 г.
Към 31 декември 1934 г. към село Горно Прахово спадат махалите Баковци (Кючук халар), Башево (Бююк халар) и Третак (Юченджик).
Във фондовете на Държавния архив Кърджали се съхраняват документи от съответни периоди на/за:
- Народно читалище „Ъшък“ – с. Горно Прахово, Кърджалийско; фонд 540; 1956 – 1975; Промени в наименованието на фондообразувателя:

– Народно читалище „Ъшък“ – с. Горно Прахово, Кърджалийско (1955 – 1969);
– Народно читалище „Лъч“ – с. Горно Прахово, Кърджалийско (1969–);
- Народно основно училище „Димитър Благоев“ – с. Горно Прахово, Кърджалийско; фонд 868; 1950 – 1997; Промени в наименованието на фондообразувателя:

– Народно основно турско педагогическо училище „Мустафа Супхи“ – с. Горно Прахово, Кърджалийско (1944 – 1968);
– Народно основно училище „Димитър Благоев“ – с. Горно Прахово, Кърджалийско (1968 – 1992);
– Основно училище „Св. Св. Кирил и Методий“ – с. Горно Прахово, Кърджалийско (1992–).

## Население
Преброяване на населението през 2011 г.
Численост и дял на етническите групи според преброяването на населението през 2011 г.:
|                     | Численост | Дял (в %) |
| Общо                | 475       | 100,00    |
| Българи             | 5         | 1,05      |
| Турци               | 407       | 85,68     |
| Цигани              | 0         | 0,00      |
| Други               | 0         | 0,00      |
| Не се самоопределят | 0         | 0,00      |
| Неотговорили        | 63        | 13,26     |

## Религии
Изповядваната в село Горно Прахово религия е ислям.

## Обществени институции
Село Горно Прахово към 2020 г. е център на кметство Горно Прахово..
В селото към 2020 г. има:
- общинско основно училище „Св. св. Кирил и Методий“, основано през 1925 г.[14][15]
- действащо читалище „Лъч – 1955 г.“;[16][17]
- джамия.[18]

## Културни и природни забележителности
Североизточно от Горно Прахово, край пътя към село Долно Прахово е построен и действа Джамийски комплекс, който се състои от джамия, медресе, каменна чешма с дарителски надпис и тюрбе (гробница) . Ограден е с каменен зид. Комплексът е опожарен през 1912 – 1913 г. и възстановен през 1923 г. След 1944 г. районът е занемарен. През 1991 – 1992 г. джамията и учебните сгради са ремонтирани и редовните молитви – възстановени.

## Личности
- Мюмин Йълмаз (интелектуалец, известен адвокат), роден в Горно Прахово;
- Рамадан Емрулов (състезател по борба)[21], роден в Горно Прахово;
- Айнур Юмер Юсеин (състезател по борба)[21], роден в Горно Прахово.

## Кухня
Традиционното ястие в района е капама.